# Hermann Teuber
Hermann Teuber (Dresden, 12 augustus 1894 - München, 24 oktober 1985) was een Duitse kunstschilder en graficus.

## Levensloop

### Jeugdjaren
Teuber groeide op in Dresden, Dürerstraße 89, als zoon van een kolenhandelaar die meerdere kunstenaars tot zijn klantenkring rekende. Met zijn vader, die grafiek en tekeningen verzamelde, bezocht hij regelmatig de Galerie Neue Meister. Tussen 1908 en 1914 studeerde Teuber aan de katholieke lerarenopleiding in Bautzen en daar ontstonden zijn eerste schetsboeken met landschapstekeningen. Vanaf 1914 werkte hij als hulponderwijzer in een voorstad van Dresden. Hij bezocht de avondschool van de Hochschule für Bildende Künste in Dresden en kreeg tekenles van Georg Oskar Erler. Hij bestudeerde het boek Die Kunst des Radierens van Hermann Struck en maakte zijn eerste etsen. Vanaf 1916 deed hij twee jaar dienstplicht in Frankrijk en Vlaanderen en nam als artilleriesoldaat deel aan de slag bij Cambrai (1917). Van het slagveld keerde hij terug met een gehoorbeschadiging.

### Studie in Dresden en Berlijn
In 1919 gaf hij zijn baan als onderwijzer op en begon een studie aan de kunstacademie in Dresden bij Georg Oskar Erler. Hij haalde zijn onderwijsbevoegdheid voor het hoger onderwijs en vervolgde zijn kunstopleiding aan de Kunsthochschule Berlin-Charlottenburg. Hier studeerde hij aanvankelijk grafiek (etsen) bij Hans Meid en kreeg van 1924 tot 1926 schilderles van Karl Hofer. Onder zijn medeleerlingen waren Ernst Wilhelm Nay, Hans Hubertus Graf Merveldt en Paul Berger-Bergner. In 1920 maakte hij zijn eerste litho's en illustreerde werken van Goethe en Storm.

### Vroege erkenning
In 1926 werd Teuber voor zijn verdienstelijk werk geëerd met een medaille van het Pruisische ministerie voor cultuur. Hij werkte zes maanden in Parijs en maakte landschapsstudies in Noord-Frankrijk. Voor zijn vrije werk ontving hij in 1928 de Ilgenprijs van de gemeente Dresden. In 1931 kreeg hij de Albrecht-Dürerprijs van de gemeente Neurenberg voor zijn etsen en in 1935 een atelierstipendium aan de academie in Kassel. Van 1930 tot 1935 had Teuber zijn atelier in een tuinhuis op een tuinencomplex in Berlin-Rummelsburg. Van 1935 tot 1945 was hij lid van de ateliergemeenschap Klosterstrasse in Berlijn. Tot zijn kennissenkring daar behoorden Hermann Blumenthal, Werner Gilles, Werner Heldt, Odi en Ludwig Kasper, Käthe Kollwitz, Gerhard Marcks, Herbert Tucholski en de kunsthistorici Werner Haftmann en Kurt Leonhard. In 1936 trouwde hij met Elisabeth Hachenberg. Hij won de Prix de Rome van de Pruisische Academie waarmee hij een jaar in de Villa Massimo kon werken.

### Tegenwerking door het Nazi-regime
In de late jaren dertig raakte Teuber in conflict met de nationaalsocialistische machthebbers. De Reichskulturkammer verbood in 1937 wegens 'passief verzet' een tentoonstelling met aquarellen die hij in Griekenland gemaakt had en in 1938 werden vijf van zijn werken uit openbare verzamelingen verwijderd en bestempeld als Entartete Kunst.

### Werkzaamheid in Kalkar
In 1943 verhuisde Teuber met zijn vrouw en zijn zoon Sebastian (1940) naar Kalkar, dat hij reeds kende van een bezoek in 1937. Hij betrok daar een woning aan de Kesseltor (nu: Gerd-Jansen-Platz) en werkte in het voormalige atelier van Heinrich Nauen. In 1944 werd hij wederom opgeroepen als soldaat. Kort voor het einde van de Tweede Wereldoorlog werd het ateliercomplex aan de Klosterstrasse in Berlijn volledig verwoest en gingen alle vroege werken en etsplaten verloren die hij daar achtergelaten had.
Na terugkeer uit een interneringskamp bij Chartres, waar hij zijn krijgsgevangenschap had doorgebracht, woonde Teuber van 1945 tot 1950 weer in Kalkar in Haus Neuhaus, waar ook de beeldhouwer Alfred Sabisch zijn onderkomen had. In 1947 werd zijn dochter Cordula geboren. In de armoedige jaren na de oorlog gaf hij tekenles aan de internaatsschool van het Collegium Augustinianum Gaesdonck. Hij maakte kennis met Hans en Franz Joseph van der Grinten, die kunstgeschiedenis studeerden en net begonnen waren met het verzamelen van kunst; in het begin vooral grafiek. Teuber adviseerde hen over de opbouw van hun verzameling en raadde hen aan niet slechts afzonderlijke werken van een kunstenaar te kopen maar hele werkcomplexen. Hij wees hen de weg naar Joseph Beuys en Rudolf Schoofs. Later organiseerden de gebroeders van der Grinten in hun woonplaats Kranenburg tentoonstellingen van Teubers' werk. In de collectie Van der Grinten, die tegenwoordig ondergebracht is in Museum Schloss Moyland in Bedburg-Hau, bevinden zich rond zestig werken van Teuber. Enkele van zijn schilderijen bevinden zich ook in de vaste collectie van het gemeentemuseum in Kalkar. In 1948 ontving Hermann Teuber samen met Georg Meistermann de Karl-Ernst-Osthausprijs van de gemeente Hagen.

### Professoraat in Berlijn
Vanaf 1950 gaf Teuber onderricht aan de Kunsthochschule Berlin-Charlottenburg als professor voor grafische technieken. Hij hield zich in deze periode vooral bezig met kleurenlithografie. Een compositie met paarden werd in 1951 door het nationaal Olympisch comité bekroond met de eerste prijs. In 1953 kreeg hij de Corneliusprijs van de gemeente Düsseldorf en in 1954 won hij de eerste prijs in de grafiekwedstrijd van de Freunde Bildender Kunst in Berlijn.

### Late jaren in Beieren
Na zijn emeritaat in 1961 verhuisde Teuber naar Bad Heilbrunn in Beieren. Hij concentreerde zich daar vooral op het maken van lino- en houtsnedes. In 1962 kreeg hij een erediploma tijdens een internationale grafiektentoonstelling in Saigon. In 1963 was hij eregast van de Duitse Academie in Villa Massimo in Rome. In 1966 werd hij gelauwerd met het lidmaatschap van de Bayerische Akademie der Schönen Künste, die in 1975 een publicatie wijdde aan zijn etsen.
In 1972 verhuisde hij naar München, Riesstrasse 60, waar hij een atelier had op de bovenste verdieping nabij het terrein van de Olympische Spelen. In 1977 had Teuber, nadat het Oost-Duitse Künstlergilde hem de Lovis-Corinthprijs had uitgereikt, een tentoonstelling in het Kunstforum Ostdeutsche Galerie in Regensburg. Hij kreeg steeds meer moeite met zien. Zijn vrouw Elisabeth stierf op 15 februari 1979. Zijn laatste grote doeken schilderde hij tussen 1978 en 1981. Toen Teuber op 24 oktober 1985 in München overleed was hij 91 jaar oud.

## Werkbeschrijving
Teuber maakte tekeningen, aquarellen, etsen, kleurenlitho's, linosnedes, houtsnedes en schilderijen. Hij schilderde landschappen, figuur- en diervoorstellingen, interieurs en stillevens. Hij schilderde zonder veel perspectief of stofuitdrukking. Voor sommige partijen prepareerde hij de verf met fijn zand en gips tot een taaie massa die met het paletmes werd aangebracht. Als ondergrond gebruikte hij vaak schilderkarton. Zijn stijl wordt omschreven als laat-expressionistisch. Zijn verstilde composities, met veel aardkleuren en grijzen, werden wel vergeleken met die van Giorgio Morandi, hoewel daarbij opgemerkt werd dat Teubers' werk verhalender en daardoor toegankelijker is. In zijn latere werk liet hij de interieurs en de stillevens achter zich en maakte alleen nog landschappen.

## Tentoonstellingen
Solotentoonstellingen
1994 Kranenburg, Museum Katharinenhof: Hermann Teuber, 1894-1985, Zum 100. Geburtstag (cat. 195 pagina's)
1982 Berlijn, Galerie Pels-Leusden: Hermann Teuber, Retrospektive: Gemälde, Aquarelle und Graphik (cat. 36 pagina's)
1980 Ravensburg, Galerie Döbele: Hermann Teuber (cat. 44 pagina's)
1979 Reutlingen, Hans Thoma-Gesellschaft: Hermann Teuber, Gemälde - Radierungen (cat. 73 pagina's)
1977 Regensburg, Ostdeutsche Galerie: Hermann Teuber - Gemälde und Graphik (cat. 56 pagina's)
1976 Baden-Baden, Galerie Elfriede Wirnitzer: Hermann Teuber : kleine Ölbilder 1974 - 1976 (cat. 8 pagina's)
1974 München, Galerie Günther Franke Hermann Teuber (cat. 8 pagina's)
1965 Kranenburg, Museum Katharinenhof: Hermann Teuber - Gemälde, Aquarelle, Radierungen, Lithographien, Holzschnitte (cat.)
1961 Hamm, Gustav-Lübeck-Museum: Hermann Teuber: Ölbilder, Aquarelle, Zeichnungen (cat. 16 pagina's)
1960-61 Duisburg, (Aken, Wupertal, Hagen) Städtisches Kunstmuseum: Hermann Teuber (cat. 14 pagina's)
Groepstentoonstellingen
1976 Berlijn, Altes Museum: Ateliergemeinschaft Klosterstraße
1962 Wiesbaden, Nassauischer Kunstverein: Schwarz-Weiß 61
1960 Berlijn, Neue Nationalgalerie: Berlin - Ort der Freiheit für die Kunst
1959 Wiesbaden, Nassauischer Kunstverein: Deutsche Künstler aus dem Osten - Die Künstlergilde
1955 Bremen, Kunsthalle Bremen: Farbige Graphik 1955
1955 Hamburg, Kunstverein in Hamburg FG 55 (Farbige Graphik – 1955)
1953 Hamburg, Kunstverein in Hamburg: Farbige Graphik
1953 Bremen, Kunsthalle Bremen: Farbige Graphik 1953 
1951 Bremen, Kunsthalle Bremen: Farbige Graphik
1939 Hamburg, Kunstverein in Hamburg: Deutsche Malerei und Plastik der Gegenwart
1936 Hamburg, Kunstverein in Hamburg: Deutsche Graphik Schau 1936
1936 Hamburg, Kunstverein in Hamburg: Malerei und Plastik in Deutschland 1936
1928 Berlijn, Kronprinzen-Palais: Zweite Ausstellung deutscher nach-impressionistischer Kunst aus Berliner Privatbesitz